# Pavel Žufan
Pavel Žufan (* 11. června 1971 Uherské Hradiště) je český ekonom a vysokoškolský pedagog, v letech 2018 až 2023 děkan Provozně ekonomické fakulty Mendelovy univerzity v Brně (PEF MENDELU).
V roce 1989 zahájil studium na Mendelově univerzitě v Brně, které úspěšně završil v roce 1994 s inženýrským titulem. V letech 1994 až 2000 pokračoval na univerzitě také v doktorském studiu a v roce 2000 tak získal doktorský titul. Již v roce 1995 přitom začal pracovat na Ústavu managementu PEF MENDELU a habilitoval se v oboru odvětvová ekonomika a management. Během své kariéry se poté stal vedoucím Ústavu managementu, proděkanem PEF MENDELU a prorektorem MENDELU.
V roce 2017 byl zvolen děkanem své alma mater, funkce se ujal v únoru 2018, když nahradil Arnošta Motyčku. V listopadu 2021 byl zvolen i na další funkční období, které mělo vypršet v lednu 2026. Žufan ale v prosinci 2022 oznámil, že na funkci děkana fakulty k 31. lednu 2023 rezignuje. Jako důvod své rezignace uvedl podezření týkající se doktorského studia na jím vedené fakultě, kdy někteří její absolventi měli získat doktorské tituly za abnormálně krátkou dobu. Ve funkci jej v únoru 2023 nahradil Svatopluk Kapounek. Tehdejší kandidátka na funkci prezidentky Danuše Nerudová a bývalá rektorka MENDELU toto jeho rozhodnutí hodnotila pozitivně. Po konci ve funkci děkana se Žufan opět ujal vedení Ústavu managementu.